# Pinacoteca Rambaldi
La Pinacoteca Rambaldi è un museo italiano situato nella città di Sanremo, frazione Coldirodi, in provincia di Imperia.
Istituita nel 1865, la pinacoteca, comprendente una raccolta di quadri e una biblioteca, trova la sua origine nel lascito che il sacerdote Paolo Stefano Rambaldi destinò alla sua morte al comune natio di Colla, oggi Coldirodi.
La collezione è strettamente connessa all'ambito sociale e culturale del sacerdote nella Firenze dell'Ottocento, dove Rambaldi fu per dieci anni rettore del Seminario.
La pinacoteca vanta cento opere pittoriche, comprese tra il XV e il XIX secolo, tra cui spiccano la Madonna con Bambino attribuita a Lorenzo di Credi (bottega del Verrocchio), la Sacra Famiglia di Fra Bartolomeo della Porta, San Sebastiano soccorso dalle Pie donne di Michele Rocca, dipinti di Salvator Rosa tra cui Le tentazioni di Sant'Antonio, La Santa Famiglia in faccende domestiche di Jacopo Vignali, alcuni ritratti di Anton Raphael Mengs.
Annessa alla quadreria si trova la biblioteca che conserva più di cinquemila volumi, tra i quali preziosi incunaboli, cinquecentine e rari manoscritti raccolti dal sacerdote lungo tutto l'arco della sua vita.
Altrettanto prezioso è l'epistolario di Paolo Stefano Rambaldi con illustri scrittori e figure significative del Risorgimento italiano, quali Silvio Pellico, Vincenzo Gioberti, Alessandro Manzoni, Massimo d'Azeglio.
Da luglio 2006 la pinacoteca Rambaldi è stata riallestita nei più ampi locali del Museo di Villa Luca, dimora tardo ottocentesca appartenuta alla famiglia di Luca Cassini.

## Galleria d'immagini

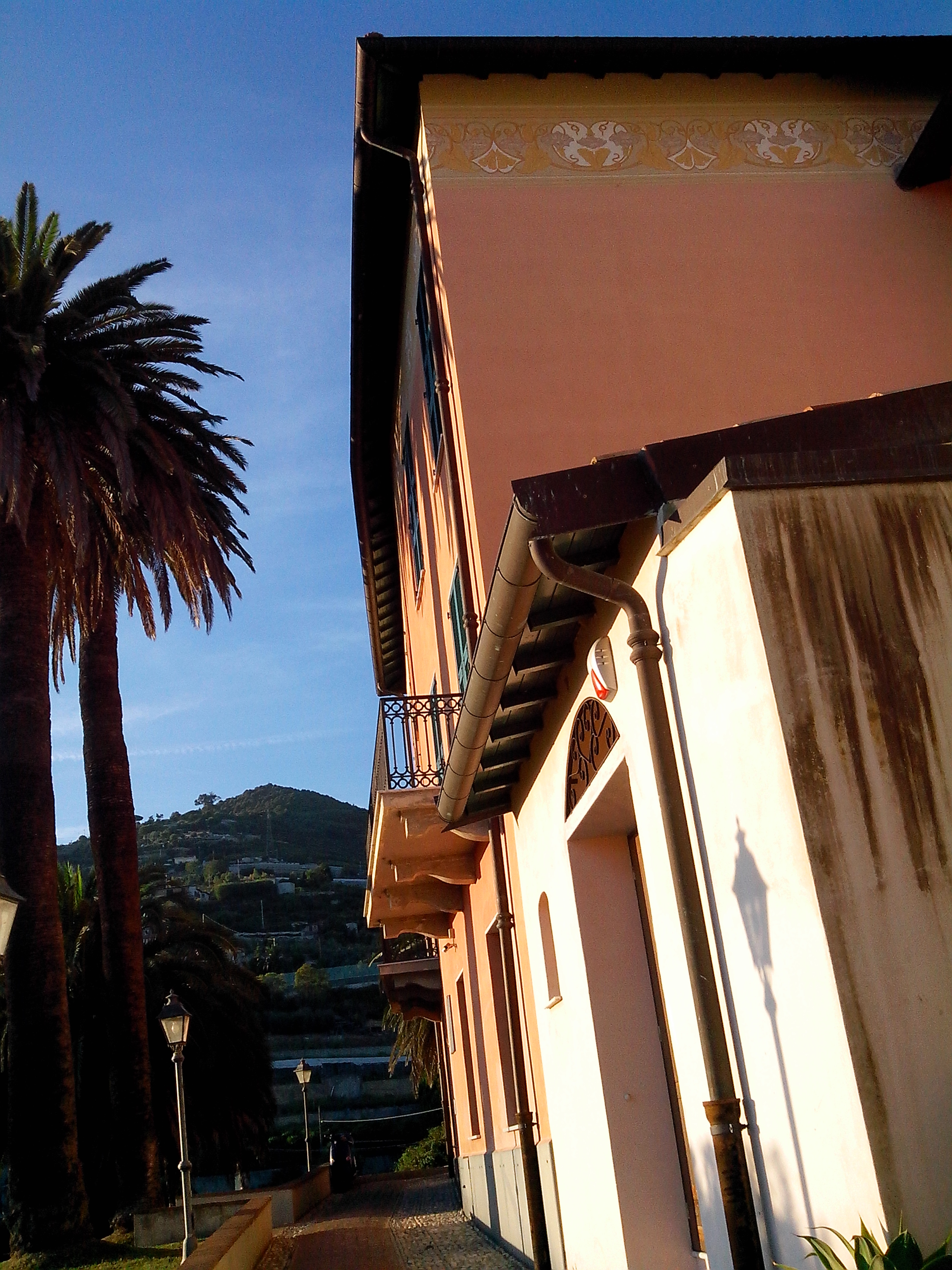
Veduta dal cancello
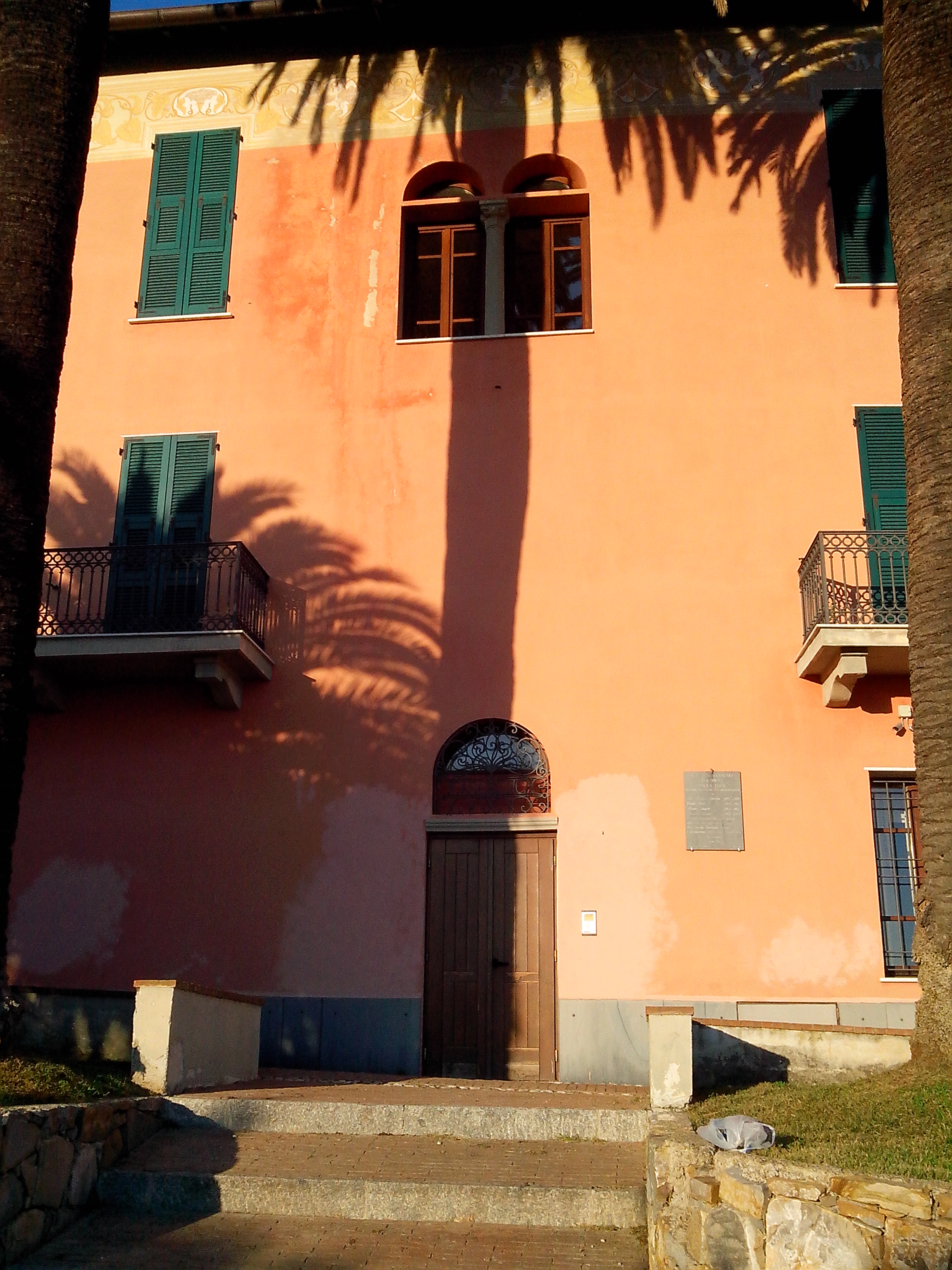
Veduta di fronte
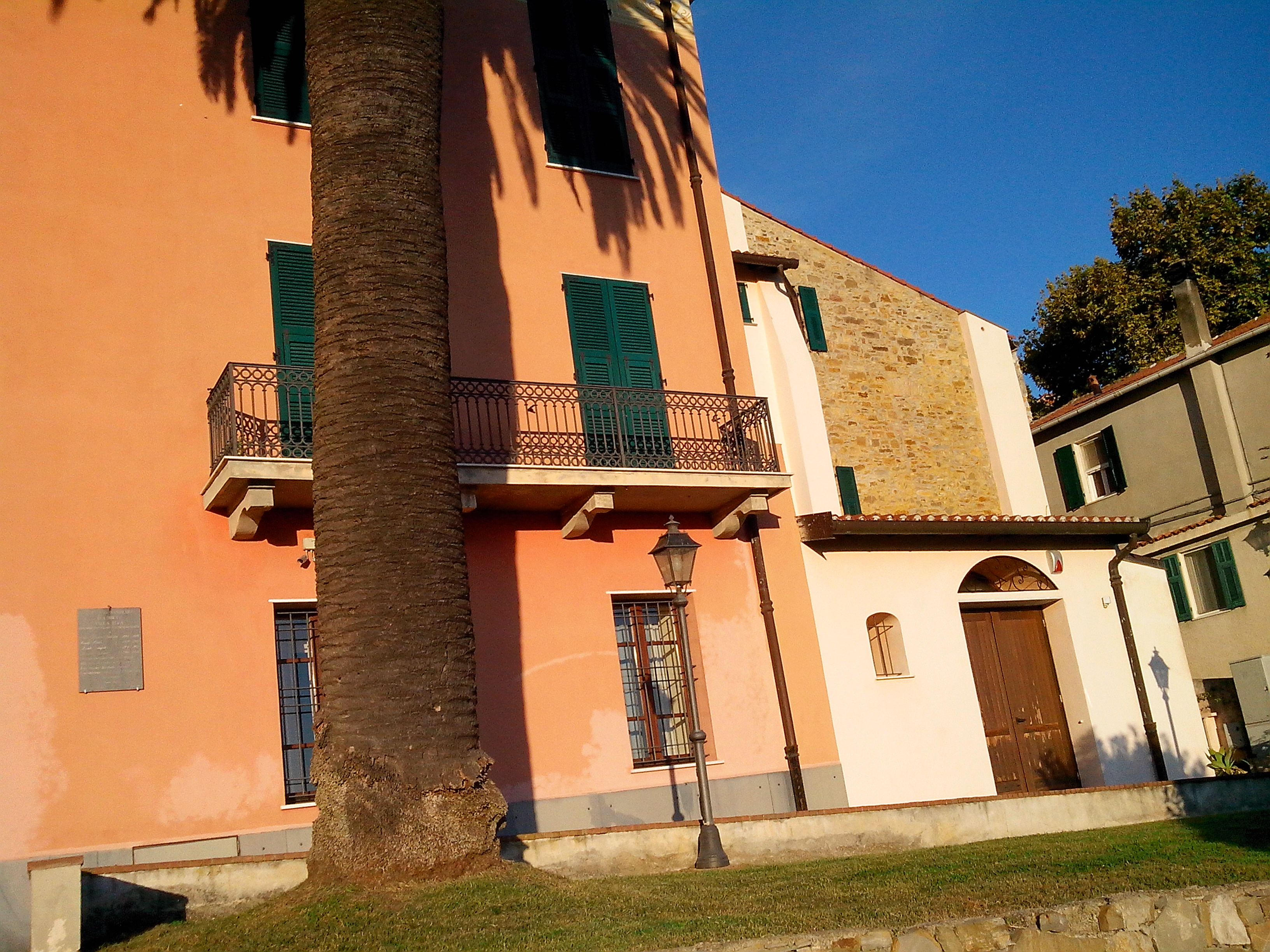
Veduta laterale sinistra
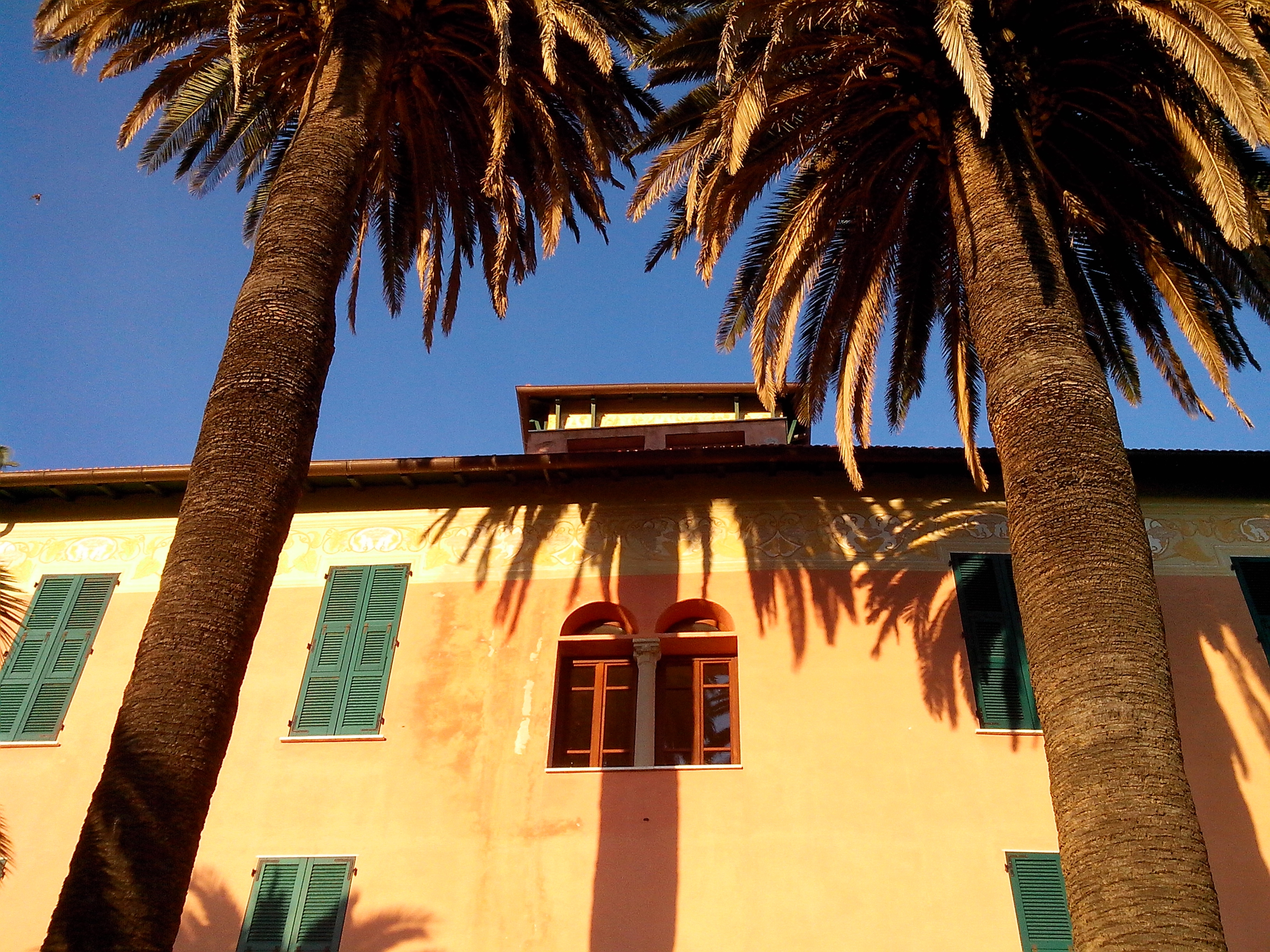
Veduta centrale
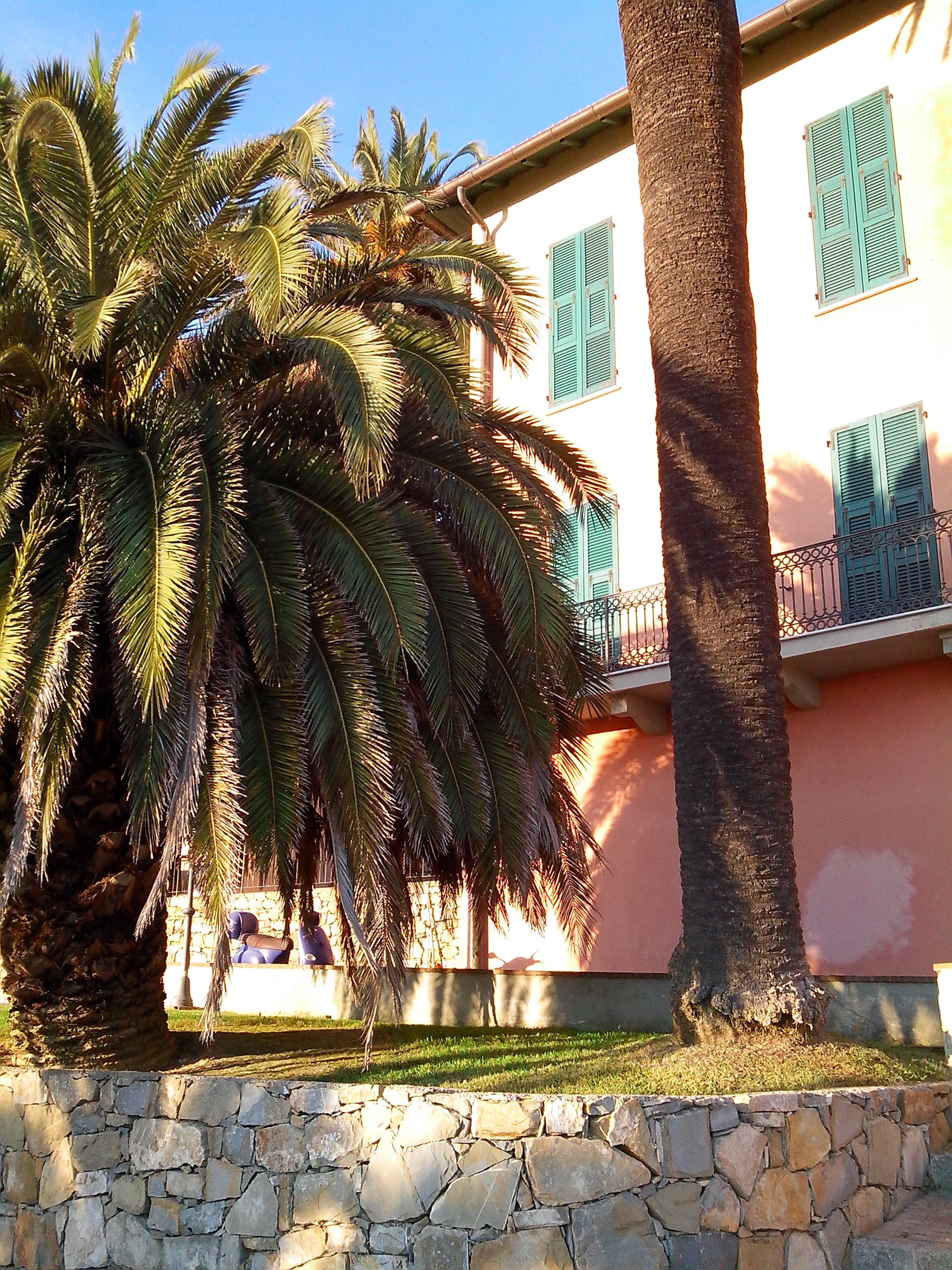
Veduta tra le palme
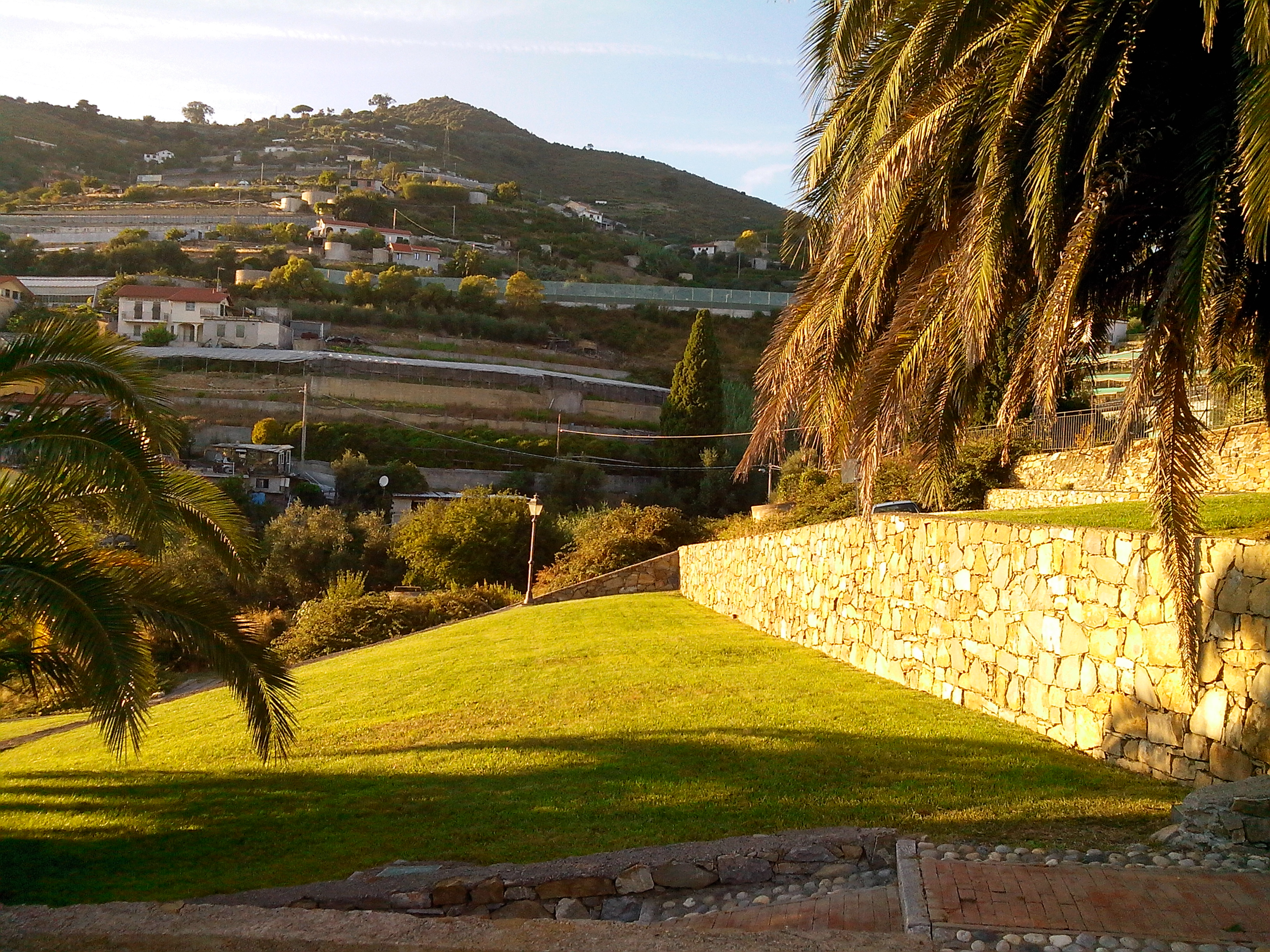
I campi
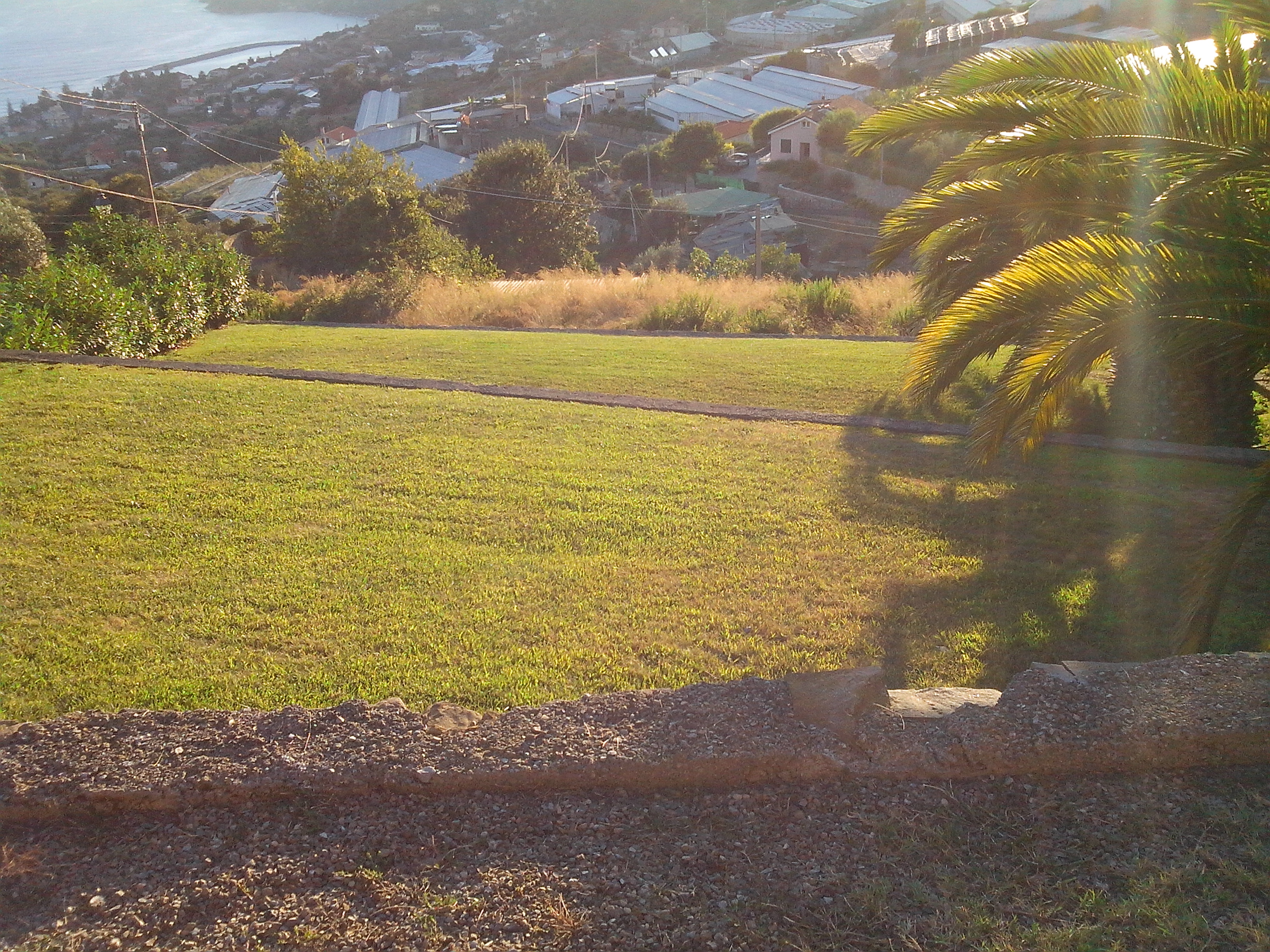
Altri campi sottostanti
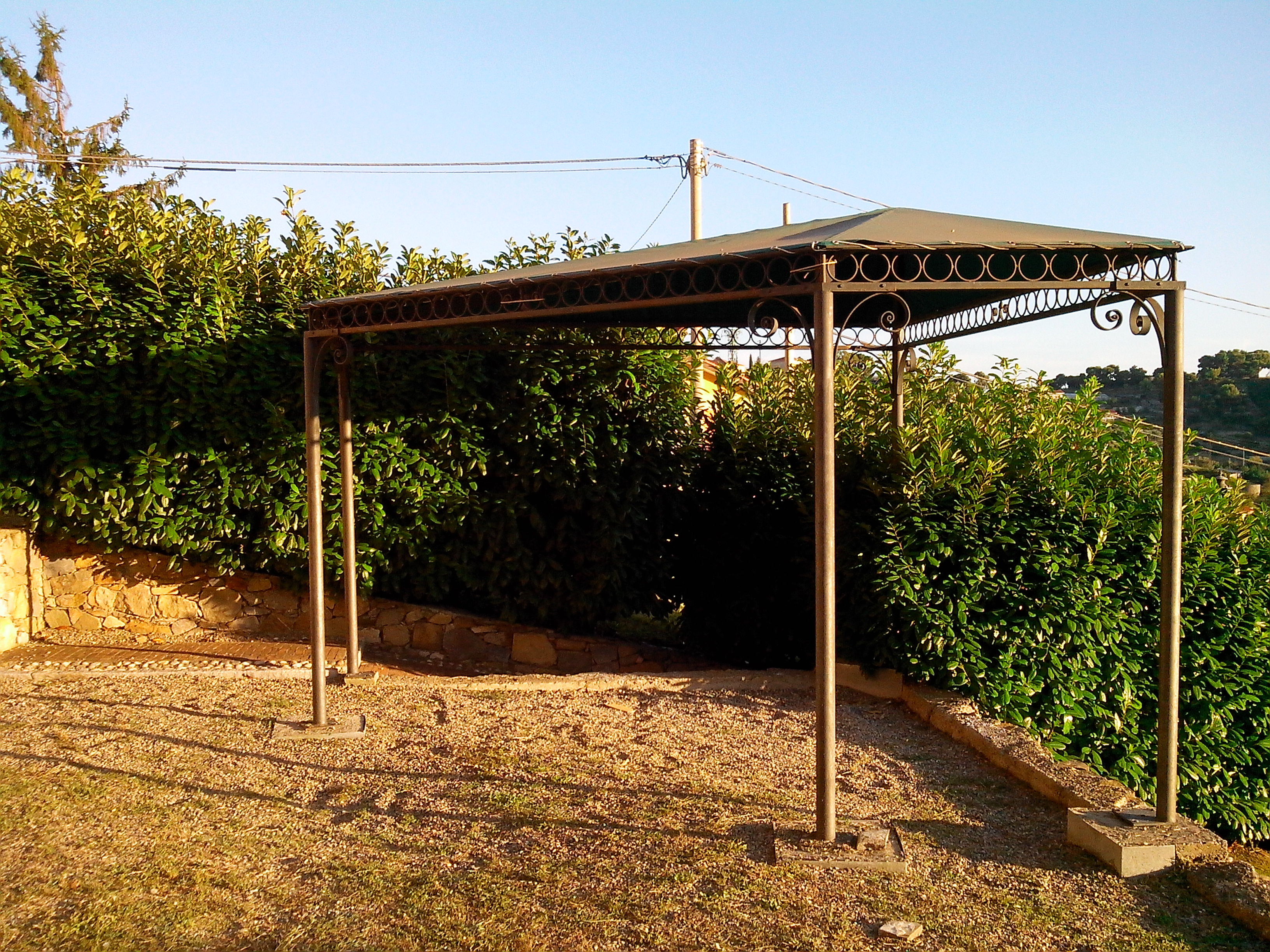
Il gazebo fisso
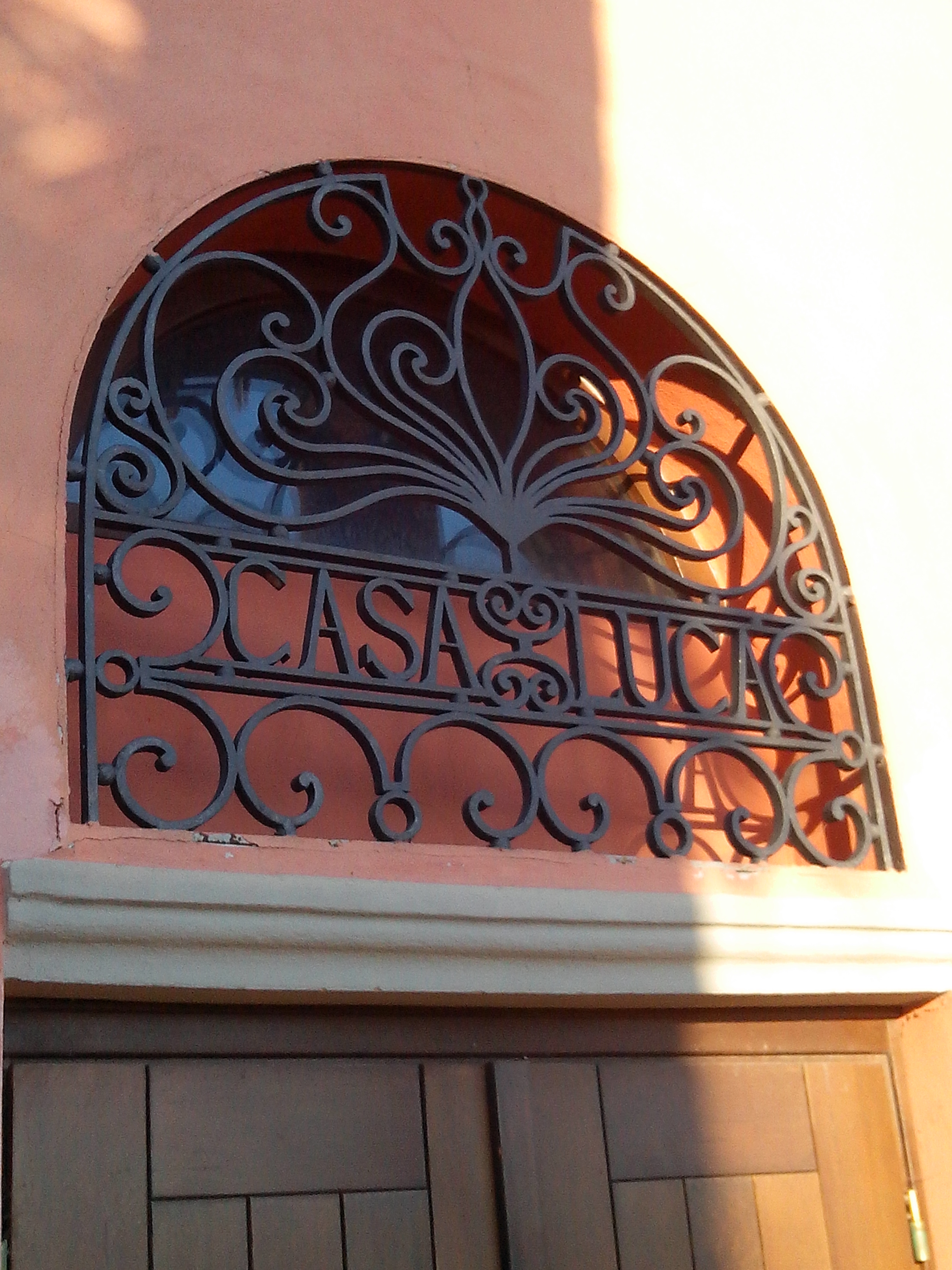
Scritta «Casa Luca»
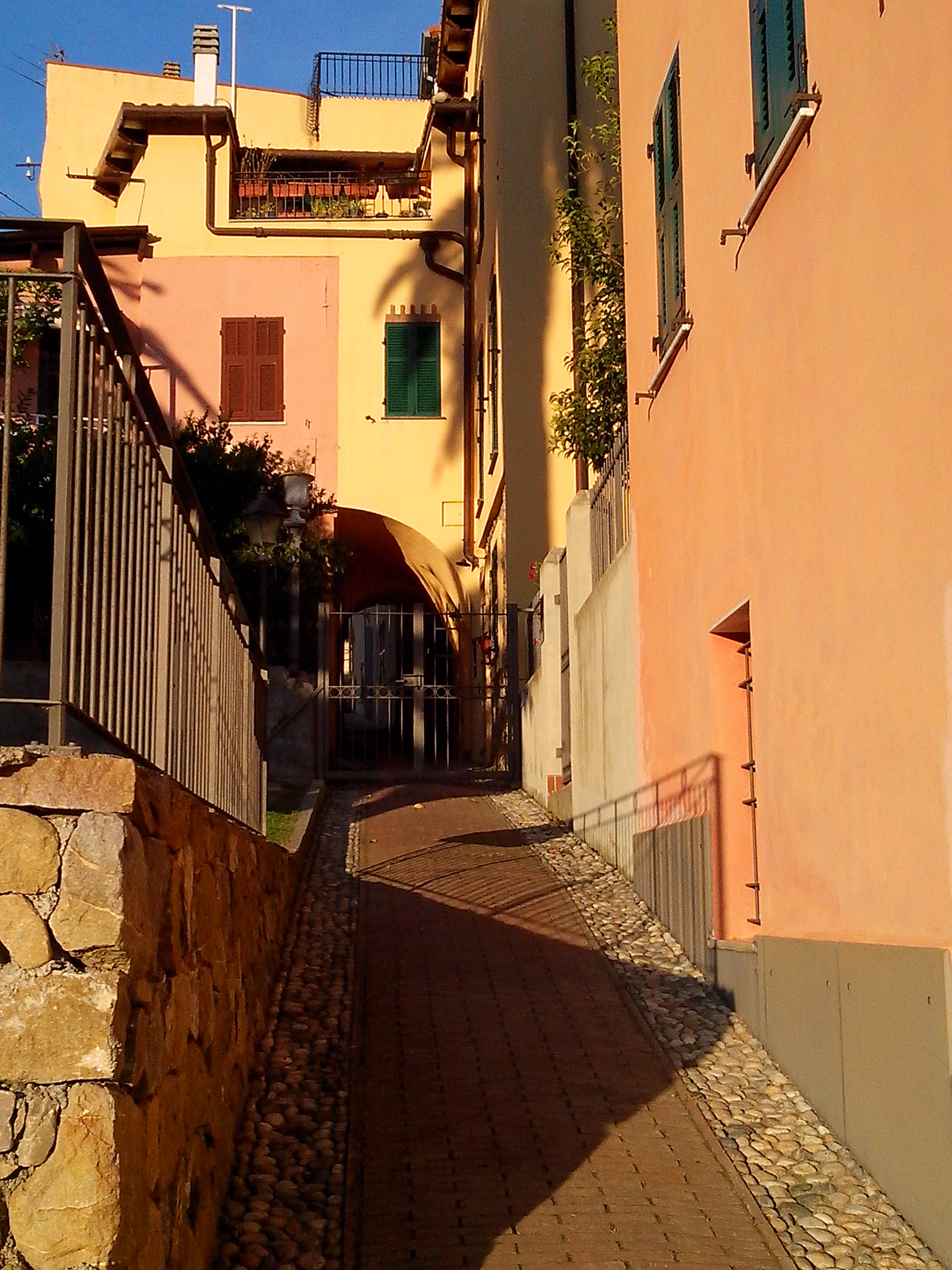
Veduta dal vicolo che s'inerpica per il carrugio
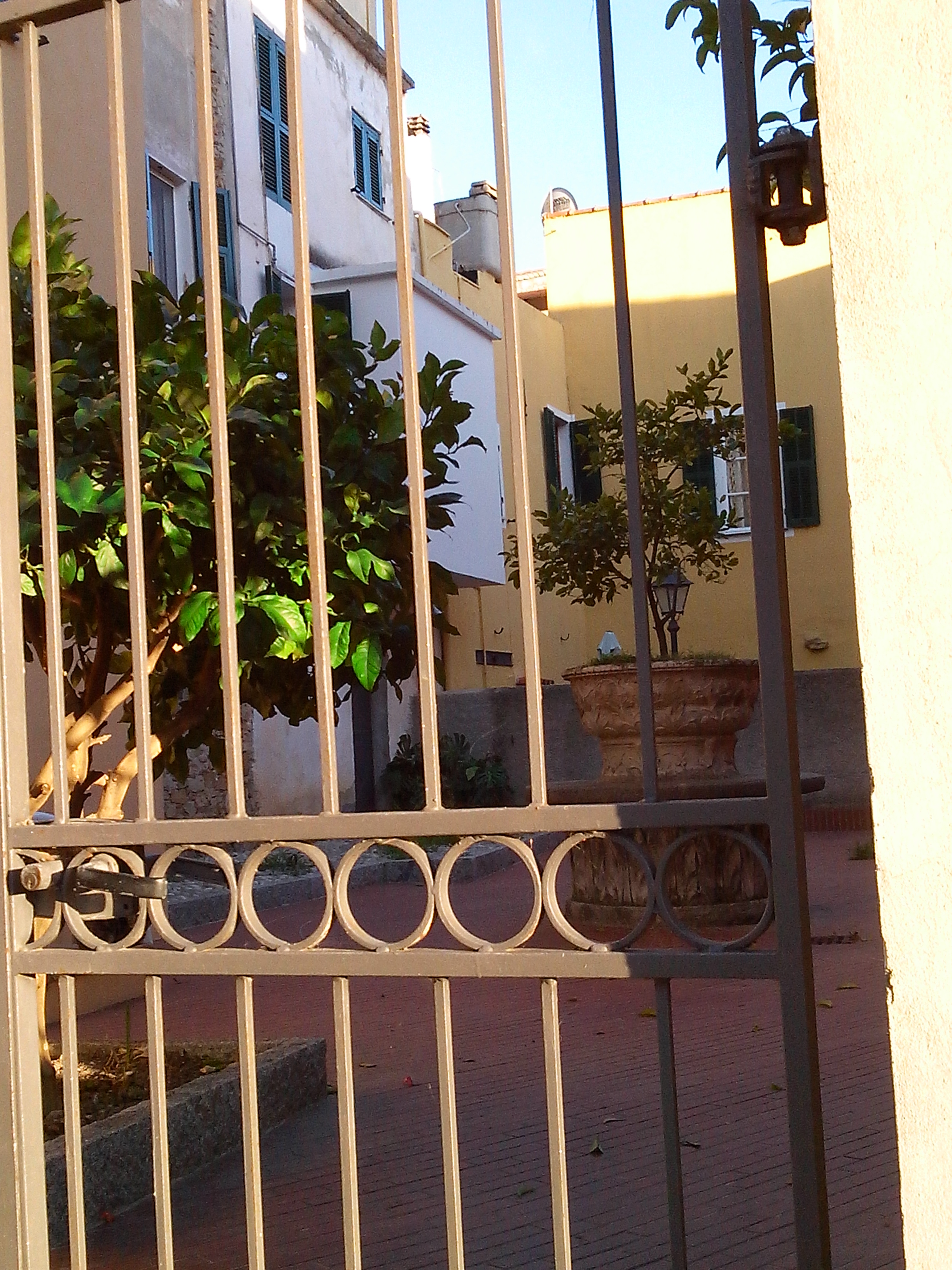
Veduta dall'esterno del cancello del museo
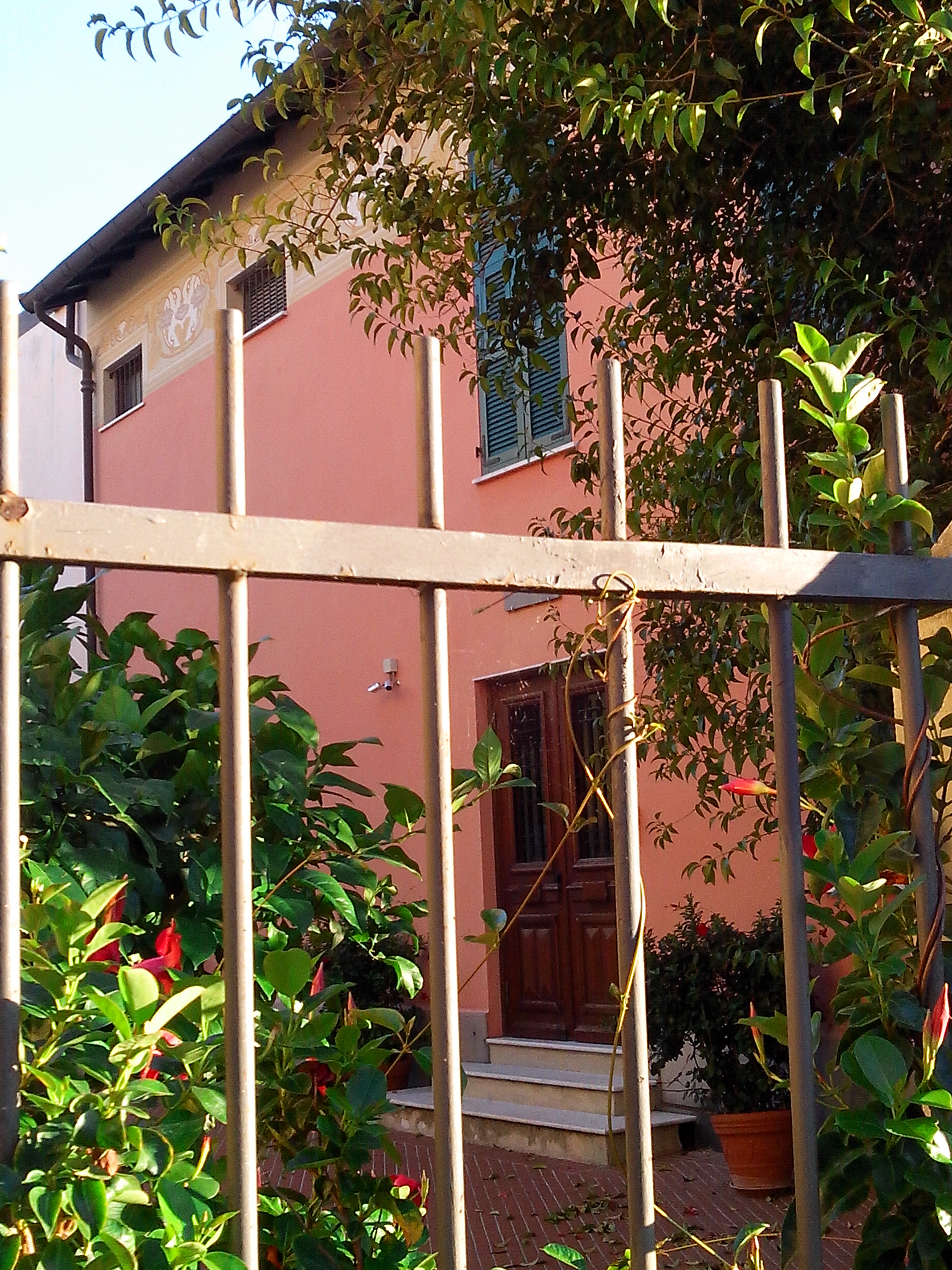
Il cancello dalla parte sinistra
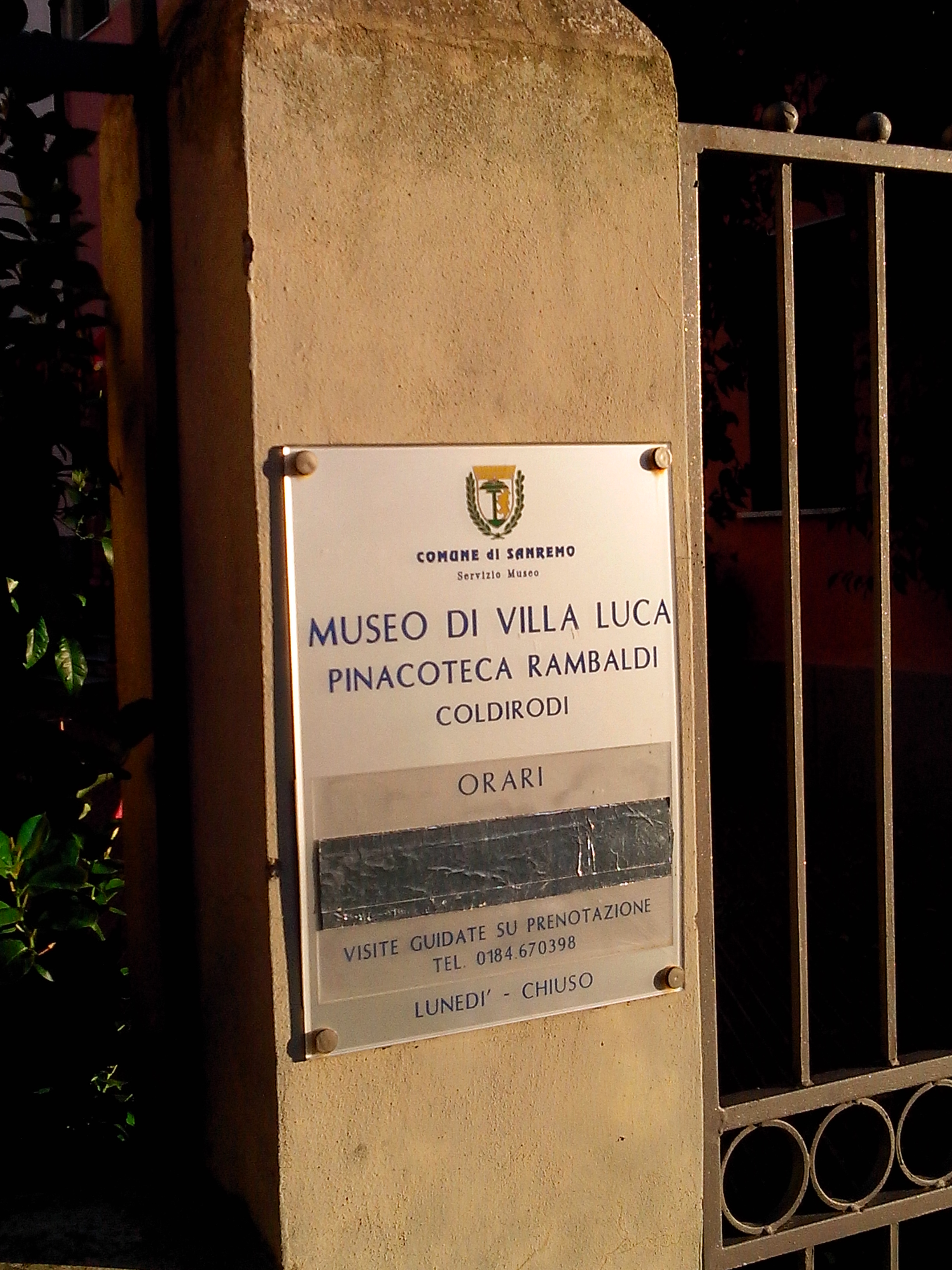
La targa e l'orario
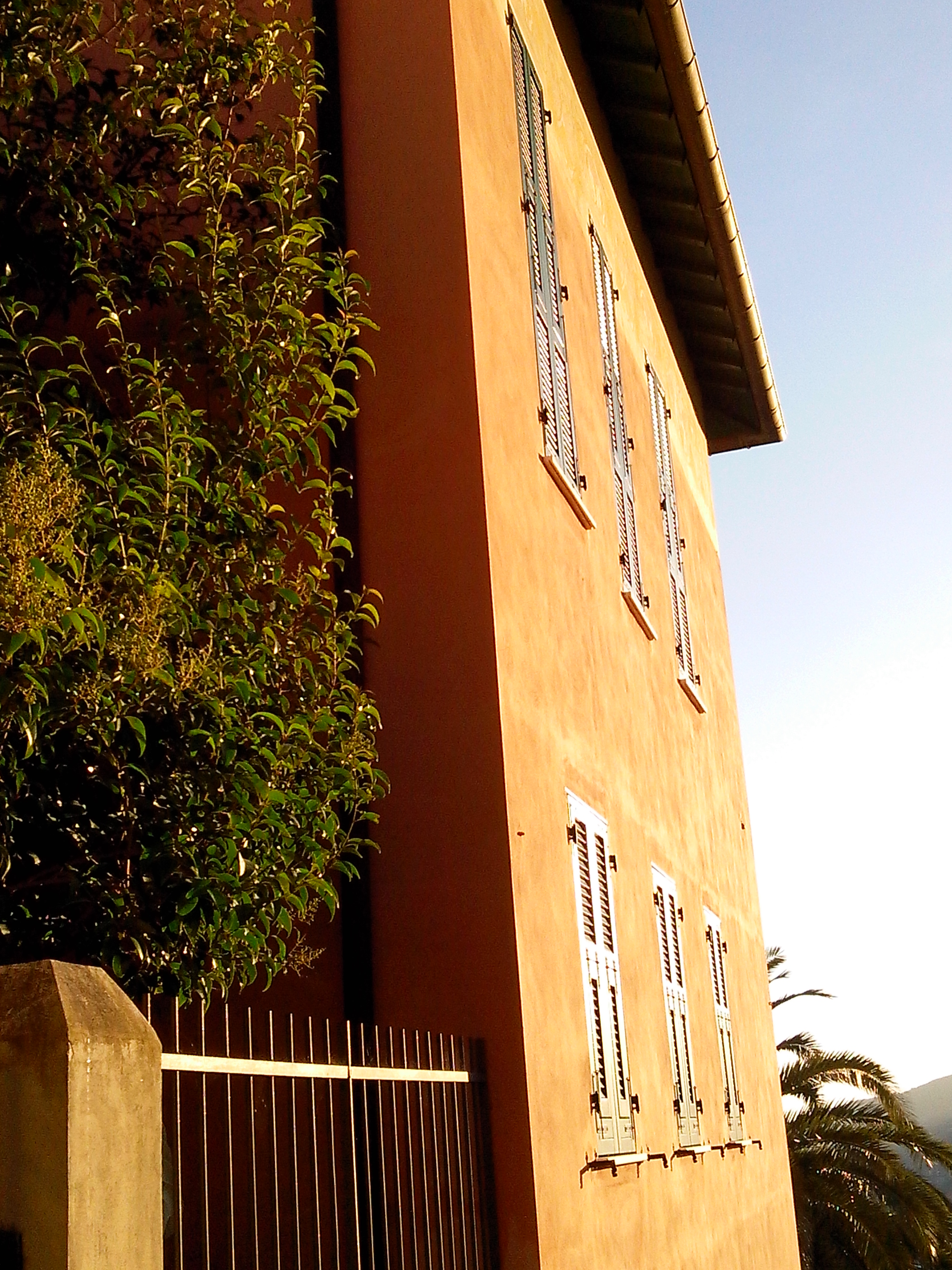
Veduta verso il sole
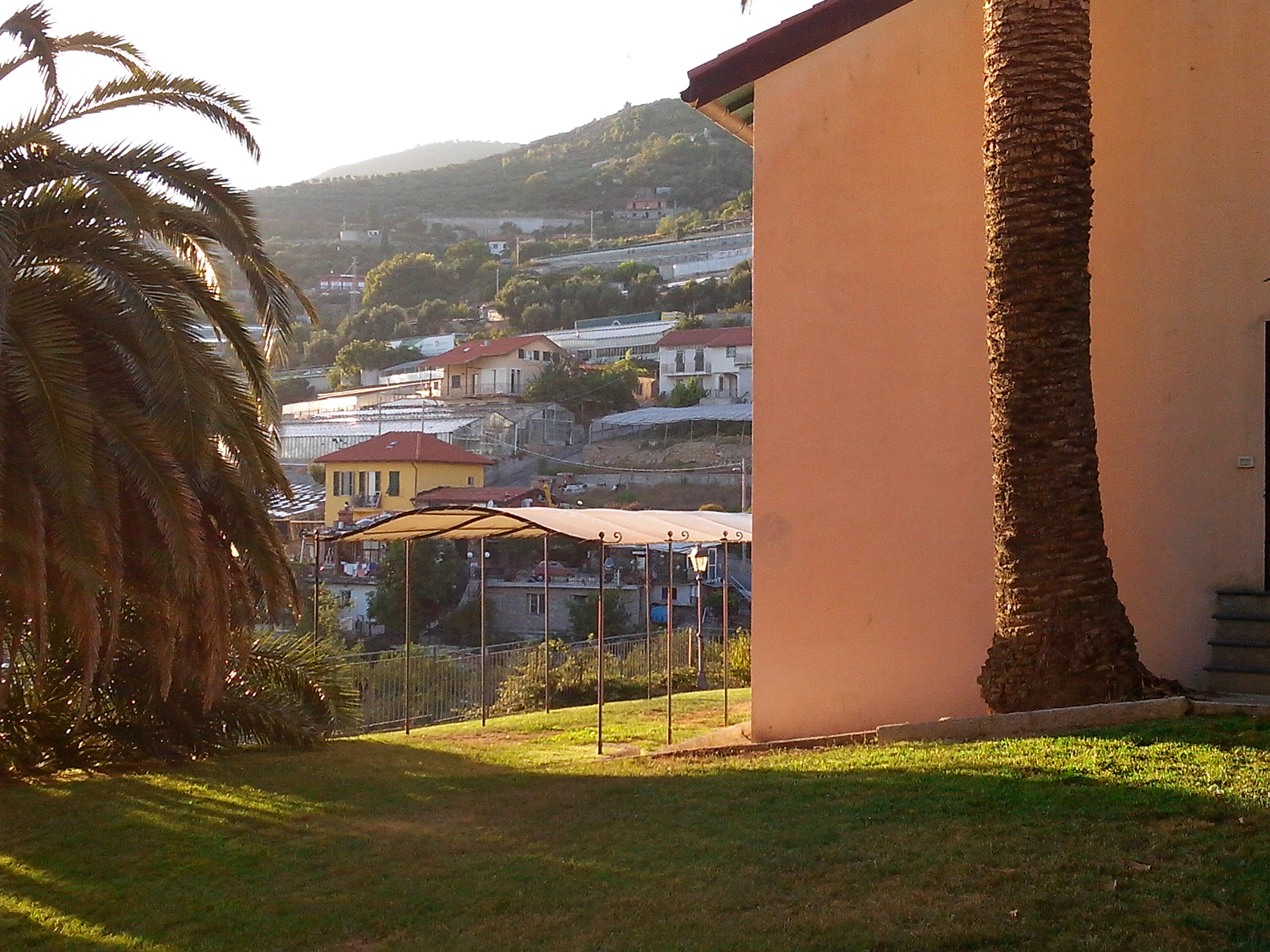
La casetta a fianco
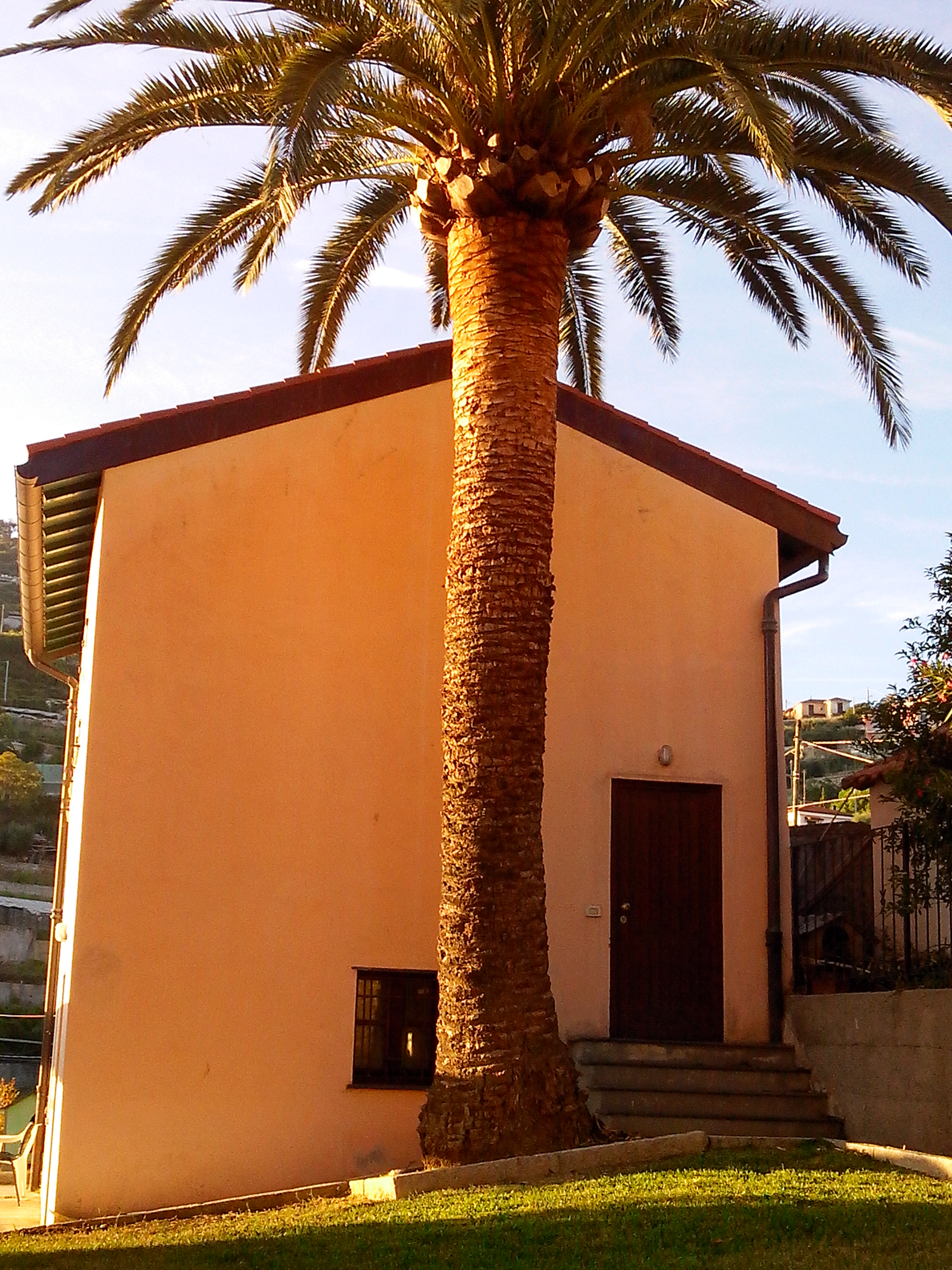
La palma e la casetta a fianco
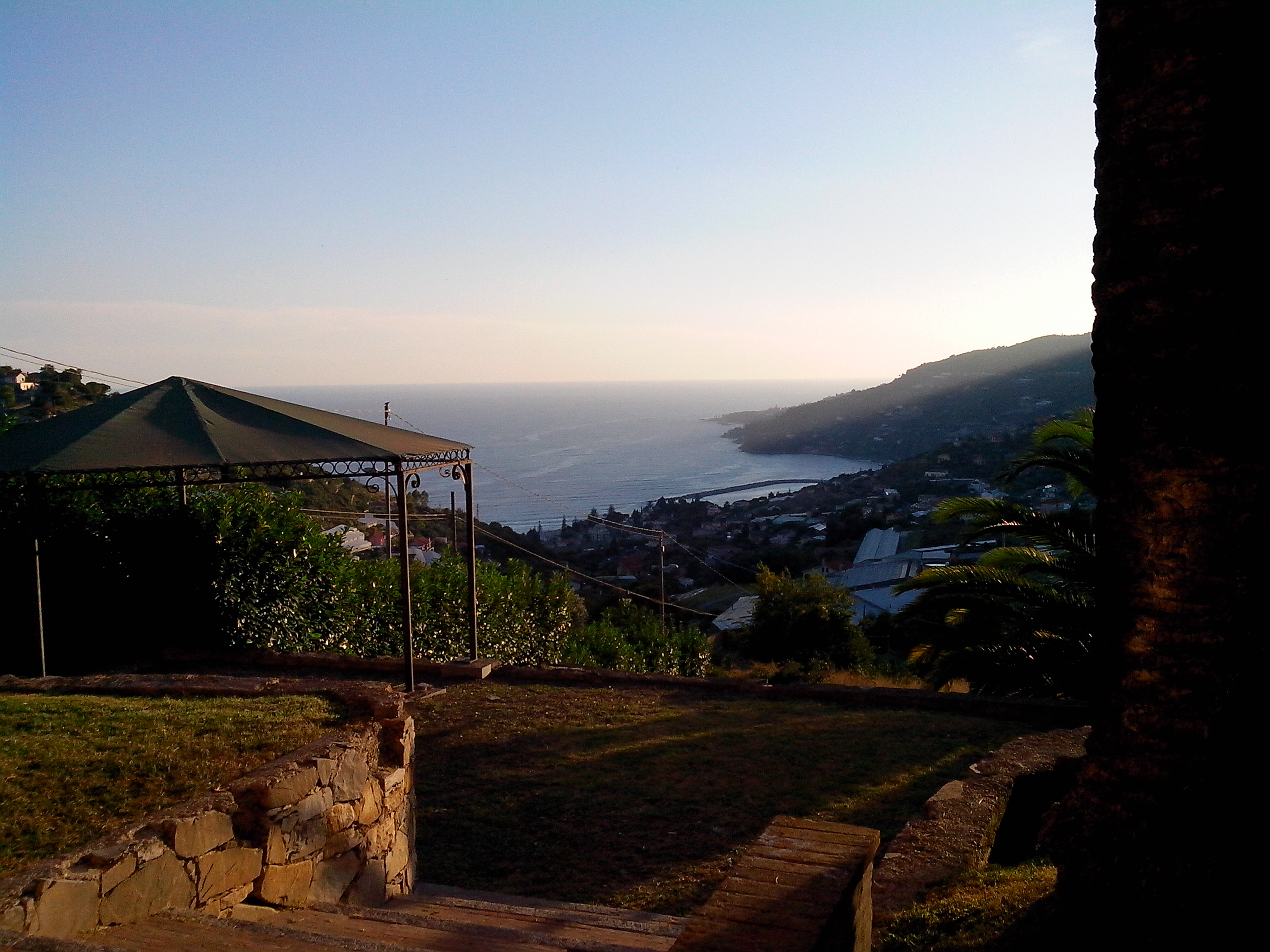
Veduta verso il mare
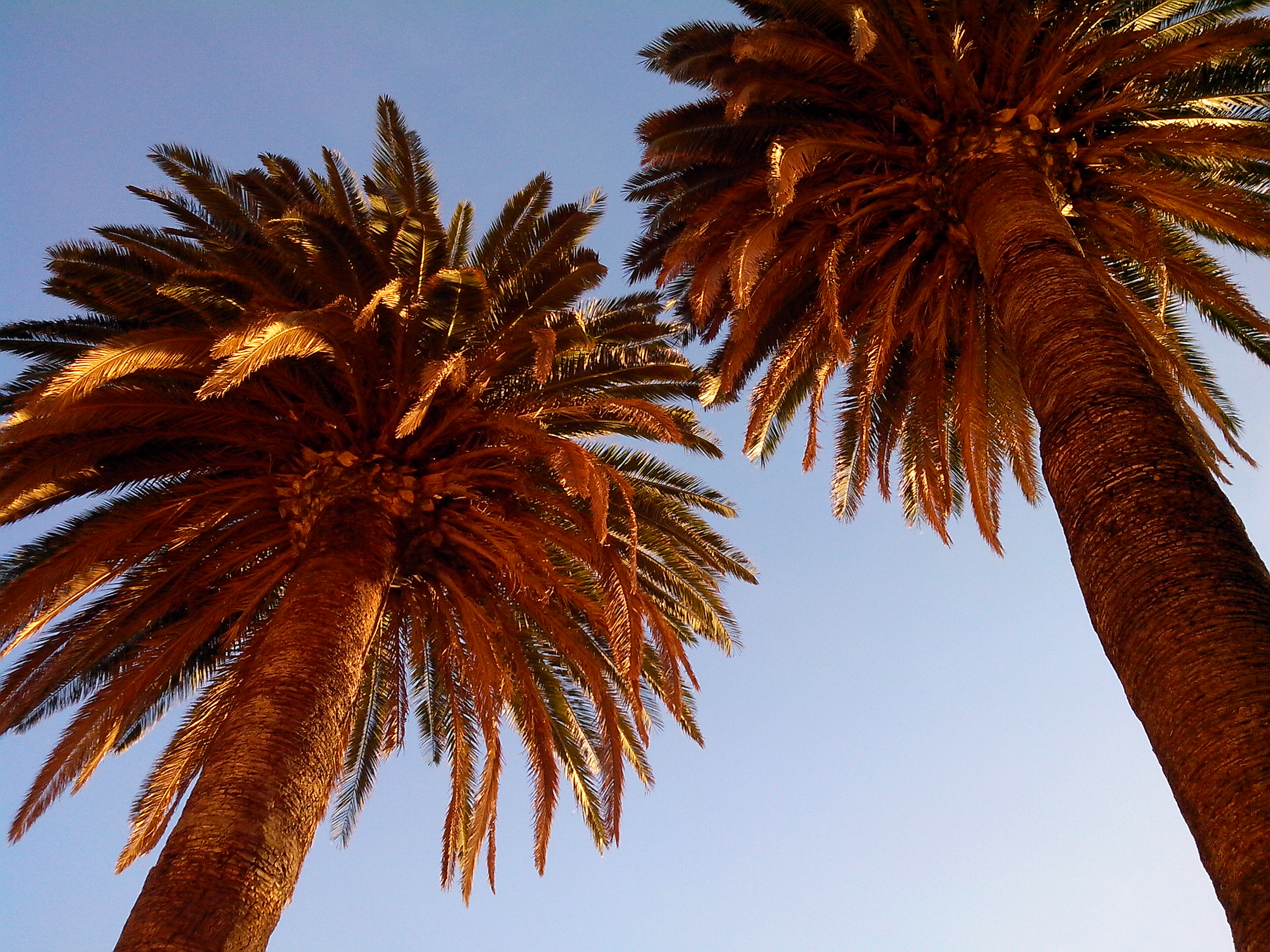
Le palme
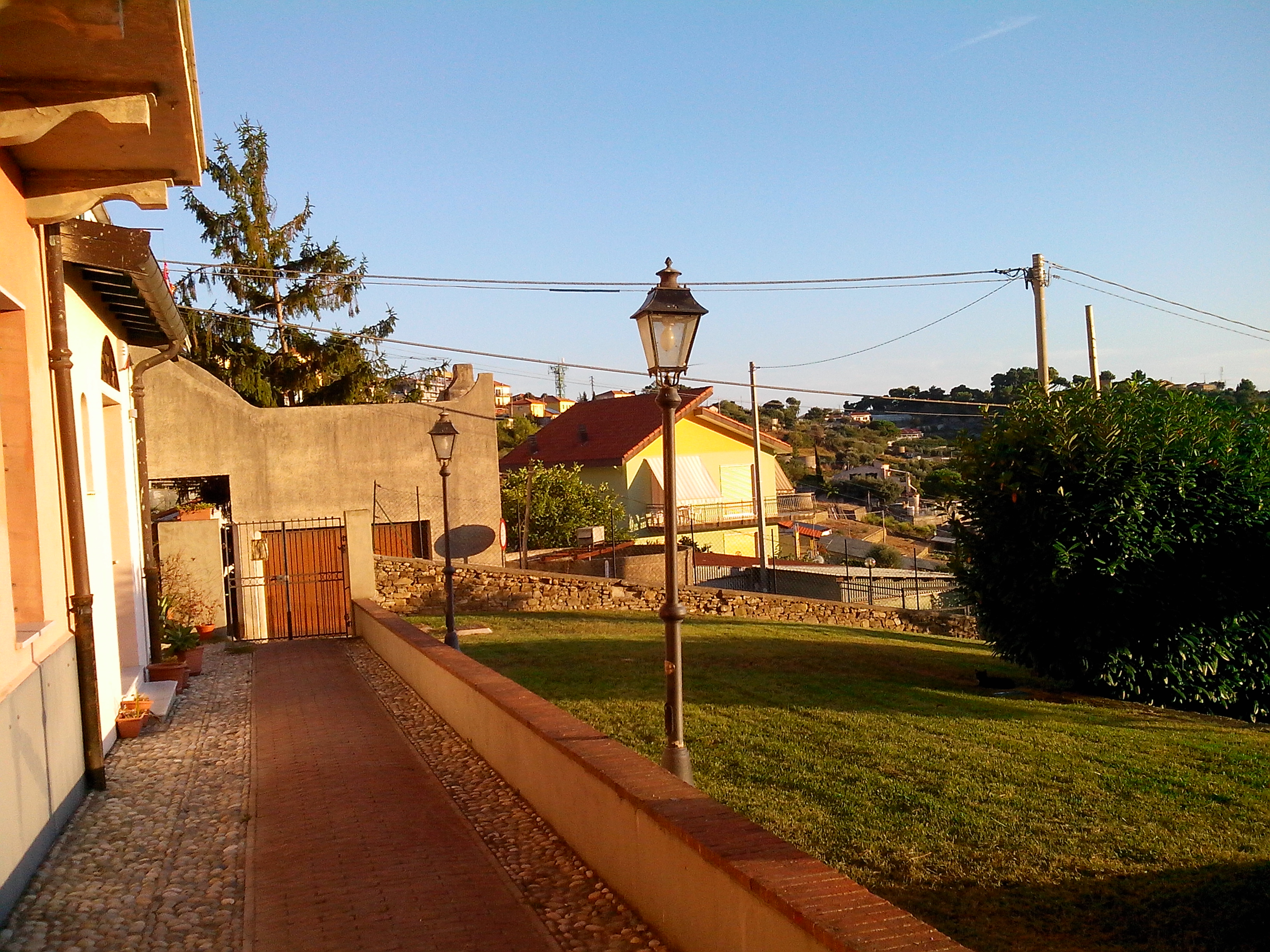
Veduta verso il cancelletto che dà sulla strada